# Битка код Нотијума
Битка код Нотијума је поморска битка између Атине и Спарте, која се одиграла 406. п. н. е. Била је то једна од битака Пелопонеског рата. У бици побеђује Спарта. Пре битке Алкибијад је оставио Антиоха да блокира излаз спартанске флоте из Ефеса.
Кршећи Алкибијадово наређење Антиох покушава увући Спартанце у борбу. Спартанци под Лисандром побеђују. То Лизандру даје реноме победника над атинском флотом, а Алкибијада смењују у Атини.

## Увод
Лисандар је постављен 407. п. н. е. за команданта спартанске флоте. У Ефесу он успоставља базу са 70 бродова, што градњом бродова у самом Ефесу повећава на 90. У Ефесу успоставља дипломатске односе са Киром Млађим, који му даје финансијску помоћ да повећа плату веслача за трећину. Са повећањем плата почео је привлачити искусније морнаре из атинске флоте.
Алкибијад је желио да изазове сукоб са Лисандаром, па довлачи атинску флоту у Нотијум близу Ефеса. Седећи у Нотијуму није успео изазвати битку са спартанском флотом из Ефеса. Алкибијад одлази са неколико бродова да помогне једном другом атинском команданту у опсади Фокеје. Већина флоте, тј 80 бродова остаје у Нотијуму. Обично би се у таквим случајевима флота стављала под команду неколико генерала, али Алкибијад предаје флоту Антиоху, под наредбом да не напада Лизандрове бродове. Због тога што је флоту предао само једном команданту Алкибијад је касније критикован.

## Битка
Након одласка Алкибијада, Антиох је командант и одлучује да навуче Спартанце у битку. Плови према Ефесу са 10 бродова. План му је био да пелопонески бродови крену за њим, а да потеру онда нападне остатак атинске флоте. План је био сличан плану битке код Кизика. Међутим изненадним нападом Спартанци потапају Антиохов брод, а Антиох погиба. Преосталих девет бродова је гањано до Нотијума, где атинска флота није била довољно спремна за напад целе спартанске флоте. У борби 15 атинских бродова је заробљено, а још седам потопљено. Спартанци се враћају у Ефес славећи победу, а Атињани у Нотијум да се прегрупишу.

## Последице
Након што је чуо за битку, Алкибијад прекида опсаду Фокеје и враћа се у Нотијум да би повратио паритет флота. Опет Лисандар не жели да изађе да се бори.
Пораз у Нотијуму изазвао је пад Алкибијада у Атини. Био је омиљен после битке код Кизика и у њега су улагали велике наде. Неуобичајено постављање Антиоха за команданта довело је до тешког пораза, који му не опраштају. Његови политички противници користе шансу и уклањају га са позиције команданта.
Код обе флоте извршена је промена команданата. Каликратида замењује Лизандра. На атинској страни Алкибијада замењују, али и његове пријатеље Трасибула и Терамена. Конон преузима команду. Током следеће године флоте су се сукобиле два пута. Најпре је Каликратида победио и заробио атинску флоту крај Лезбоса. Долази помоћна атинска флота и побеђује у бици код Аргинуских острва. У тој бици гине Каликратида. Лизандер се поново враћа на чело спартанске флоте 405. п. н. е. и побеђује Атињане у одлучној бици код Егоспотама.
У Нотијуму није страдало толико много бродова, али имао је велики значај. Нотијум је значио крај Алкибијадове каријере, а Лисандар је на спартанској страни значајно лансиран као војсковођа. Исто тако је било битно уклањање Трасибула, талентираног команданта, који је доста заслужан за многе атинске поморске победе.